# Лучанети (Кјети)
Лучанети (итал. Lucianetti) је насеље у Италији у округу Кјети, региону Абруцо.
Према процени из 2011. у насељу је живело 92 становника. Насеље се налази на надморској висини од 154 м.